# Mushubati
Mushubati (Kinyarwanda Umurenge wa Mushubati) ist einer von 13 Sektoren im Distrikt Rutsiro in der Westprovinz von Ruanda.

## Geographie
Mushubati hat eine Fläche von 52,1 km² und liegt auf einer Höhe von etwa 1850 m im Süden des Distrikts Rutsiro. Der Sektor unterteilt sich in die fünf Zellen Bumba, Cyarusera, Gitwa, Mageragere und Sure. Nachbarsektoren sind im Norden Manihira, im Nordosten Rusebeya, im Südosten Mukura, im Süden Rubengera und im Nordwesten Gihango. Im Südwesten liegt Mushubati am Kiwusee.

## Geschichte
Im Februar 2024 wurde im Kiwusee innerhalb des Sektors Mushubati das Bodelschwingh-Boot wiedergefunden, das 1916 im Ersten Weltkrieg beim Rückzug der deutschen Truppen dort versenkt wurde.

## Bevölkerung
Nach der Volkszählung von 2022 betrug die Einwohnerzahl 31.539 Einwohner. Zehn Jahre zuvor waren es 25.822, was einem jährlichen Bevölkerungszuwachs von 2,0 Prozent zwischen 2012 und 2022 entspricht.

## Verkehr
Durch den Sektor verläuft etwa in Nord-Süd-Richtung die Nationalstraße 11. Von dieser geht eine District Road nach Westen ab.